# Голицька дача (Голицьке л-во, кв. 38)
Голицька дача — ботанічна пам'ятка природи на території Голицького лісництва (квадрат 38, ділянка 8) на Хмельниччині. Була оголошена рішенням Хмельницького Облвиконкому № 242 від 21.11.1984 року.

## Опис
Ділянка ялини звичайної віком 80 років, висотою 30 м, середнім діаметром 32 см.
Площа — 15 га.

## Скасування
Станом на 01.01.2016 року об'єкт не міститься в офіційних переліках територій та об'єктів природно-заповідного фонду, оприлюднених на Єдиному державному вебпорталі відкритих даних http://data.gov.ua/ [Архівовано 4 травня 2016 у Wayback Machine.]. Проте ні в Міністерстві екології та природних ресурсів України, ні у Департаменті екології та природних ресурсів Хмельницької обласної державної адміністрації відсутня інформація про те, коли і яким саме рішенням було скасовано даний об'єкт природно-заповідного фонду..